# Niza Tank
Niza de Castro Tank (Limeira, 10 de março de 1931 – Campinas, 24 de abril de 2022) foi uma soprano lírica coloratura brasileira, considerada por alguns como uma das maiores sopranos do Brasil, além de ter sido a maior divulgadora da obra de Antônio Carlos Gomes.

## Biografia
Filha de Arthur Jorge Tank, descendente de alemães, e Nicolina Ferreira de Castro, nasceu em 10 de março de 1931, em Limeira. Quando Niza nasceu, seus pais já tinham Nadyr, nascida em 31 de julho de 1925 e falecida em dezembro de 2021. Teve um contato inicial com o canto orfeônico em Limeira, onde sua professora percebeu que ela tinha raras qualidades como cantora. 
Iniciou oficialmente seus estudos de canto em Campinas, com o professor Sylvio Bueno Teixeira. Aos 23 anos, conseguiu um contrato com a Rádio Gazeta de São Paulo, onde permaneceu por cinco anos, dando início à sua carreira artística. De 1957 até o ano de 2017 participou de inúmeras óperas no Brasil e no exterior, como Rigoletto, Il Barbiere di Siviglia, Lucia di Lammermoor, La Bohème, O Guarani, Lo Schiavo, La Traviatta, Il Matrimonio Segreto, Lakmé, Don Pasquale, L'Elisir d'Amore, La sonnambula, A Flauta Mágica e A Noite do Castelo. Participou como solista no Réquiem em Ré Menor e na Missa em Dó Menor, de Mozart; na Carmina Burana, de Carl Orff; em Colombo e Odaléa, de Carlos Gomes; em L'Enfant et les Sortilèges, de Ravel; em O Cristo no Monte das Oliveiras, de Beethoven; em O Messias, de Handel; na Nona Sinfonia, de Beethoven; em O Rei David, de Honegger; na Missa em Si Menor, de Bach; e no Salve Regina, de Schubert.
Participou de turnês internacionais, apresentando-se em Montevidéu, Moscou, Berlim, Nápoles, Palermo, Tel Aviv, Jerusalém, Madri e Caracas.
Cantou sob a regência de Armando Belardi, Arschawir Karapetjan, Benito Juarez, Diogo Pacheco, Carlos Eduardo Prates, Eleazar de Carvalho, Flávio Florence, Frederico Gerling, Gerard Devos, Guido Santorsola, Isaac Karabtchevsky, Luiz Borges, Paoletti, Roberto Schnorrenberg, Rodrigo Müller, Roger Wagner, Simon Blech, Souza Lima, Tullio Colacciopo, Roberto Tibiriçá, Aylton Escobar, Carlos Lima, Eduardo Ostergreem, Ricardo Kanji, Fábio de Oliveira, Osman G. Gioia, Abel Rocha, Henrique Morelembaum, Ernst Mahle.
Participou da primeira gravação mundial completa da ópera Il Guarany. Em 1986 gravou dois álbuns de canções de Antônio Carlos Gomes, e, em 1996, um CD com músicas natalinas. Com a Orquestra Sinfônica Municipal de Campinas gravou, em 2004, o CD Campinas de todos os Sons, e, em 2005 a Missa São Sebastião.
Por cinco anos consecutivos recebeu o Troféu Roquete Pinto. Recebeu ainda o Troféu Melhores do Ano, o Troféu Fumagalli (por cinco anos), o Troféu Cacique, o Troféu Bandeirantes, o Troféu Carlos Gomes, o Troféu Ordem dos Músicos do Brasil, o Prêmio Carlos Gomes, o Troféu Guarany, a Medalha da Associação Paulista de Críticos Teatrais, o Troféu Mulheres que Fazem a História, a Medalha Samuel Lisman, o Título de Mérito “Scientiarum Persona Magnífica” e a Medalha de Mérito Científico “Prof. Dr. Walter Radamés Accorsi”.
Certa vez, estando em viagem a caminho de um casamento, parou debaixo de uma árvore e refletiu: ''Como é bom cantar em grupo!". Este pensamento levou a criação do Madrigal Decason, que teve a direção e regência por ela mesma, ganhando a Medalha Carlos Gomes em 2015.
No ano de 1972, Niza casou-se com o Dr. Samuel Abraham Lisman Baum, nascido em 06 de julho de 1915, na Saxonia, Alemanha. A família de Lisman viveu na Alemanha até 1924, quando foram obrigados a imigrar para Montevidéu, no Uruguai. Lá ele estudou filosofia e posteriormente foi o editor do escritor Colombiano Gabriel García Marquez (ganhador do Prêmio Nobel de 1982). Samuel viveu em Campinas por aproximadamente 30 anos, tendo sido Diretor de Cultura do Círculo Militar, Presidente do Lions Clube Guanabara e cronista do Jornal Diário do Povo. Samuel faleceu em 23 de Julho de 2002 e foi enterrado no Cemitério Israelita do Embu, em São Paulo. 
Em 2004, Niza viu o lançamento de sua biografia "Niza, Apesar das Outras" por sua ex-secretária Sara Lopes. Em 2008, Niza publicou o livro "Minhas Pobres Canções", trazendo as canções de Carlos Gomes do ponto de vista musical e de interpretação vocal, apoiada pela gravação em 2 CDs.
Possuiu licenciatura em Educação Artística, pela PUCCamp, e em Pedagogia, pelo Instituto de Ciências Sociais de Americana. Foi Doutora em Arte, pela Unicamp, onde também atuou como professora de Técnica Vocal no Departamento de Música. Participou como professora convidada de vários Festivais de Música e cursos especializados em Técnica Vocal e Canto Lírico.
Foi titular e Diretora Cultural da Academia Campineira de Letras e Artes, Membro Titular do Clube dos Escritores de Piracicaba e Presidente da Academia Campineira de Música.

Em 2021 celebrou seus 90 anos de idade, sendo homenageada por amigos e importantes instituições, como a Sinfônica de Campinas. Após uma longa vida dedicada a arte, faleceu na manhã de 24 de abril de 2022, aos 91 anos, em Campinas. 